# Geografia

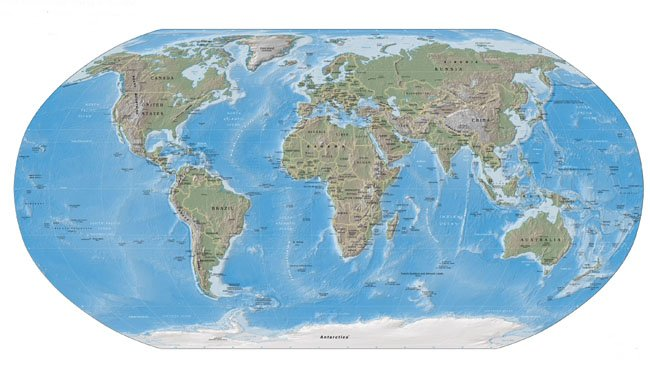
Mapa físic de la Terra (Mig) (Gran 2 MB)

La geografia és la ciència que té per objecte l'estudi de la superfície del planeta Terra, o de qualsevol altre astre, i la distribució espacial i les relacions recíproques dels fenòmens físics, biològics i socials que s'hi manifesten. També les característiques dels d'habitants i els fenòmens de relació amb la natura. La paraula prové del grec antic γεωγραφία, geografia; de gaia, terra, i grafia ‘descripció'.
La primera persona que es té constància que utilitzés per primer cop la paraula geografia va ser el grec Eratòstenes (276-194 aC).
Es poden considerar quatre grans tradicions històriques en la investigació geogràfica: l'anàlisi espacial dels fenòmens naturals i la geografia humana (un estudi de la distribució), l'àrea d'estudis (els llocs i regions), l'estudi de la relació entre l'home i la Terra, i la recerca en ciències de la terra. La geografia moderna és una disciplina que abasta les disciplines que tracten d'entendre la Terra i totes les seves complexitats humanes i naturals, no només els objectes, sinó també la forma en què han canviat i han arribat a esdevenir.
Com a pont entre les ciències humanes i físiques, la geografia es divideix en dues branques principals: la geografia humana i la geografia física. Els geògrafs estudien la distribució espacial i temporal dels fenòmens, processos i característiques, així com la interacció dels éssers humans amb el seu medi ambient.

## Concepte
En un sentit clàssic la geografia és la descripció de la Terra, però avui dia, a més de descriure-la, la geografia tracta d'explicar-la. Es considera a la geografia com una ciència que aglutina a totes les altres ciències, tant naturals com socials, des de la història fins a les matemàtiques, ja que els objectes d'estudi de la geografia són molts i molt variats. No obstant això, la perspectiva de la Geografia és diferent; estudia els modes d'organització de l'espai terrestre, la distribució dels elements que componen, entre d'altres, el paisatge, les seves formes i les seves poblacions. A més, estableix una dialèctica entre l'explicació i la descripció del paisatge; i entre el mètode inductiu i el deductiu. Per a això aquests elements han de ser elegits, seleccionats, ordenats, jutjats i presentats. L'anàlisi duu al geògraf a comprendre les maneres d'organització en l'espai.

## Història

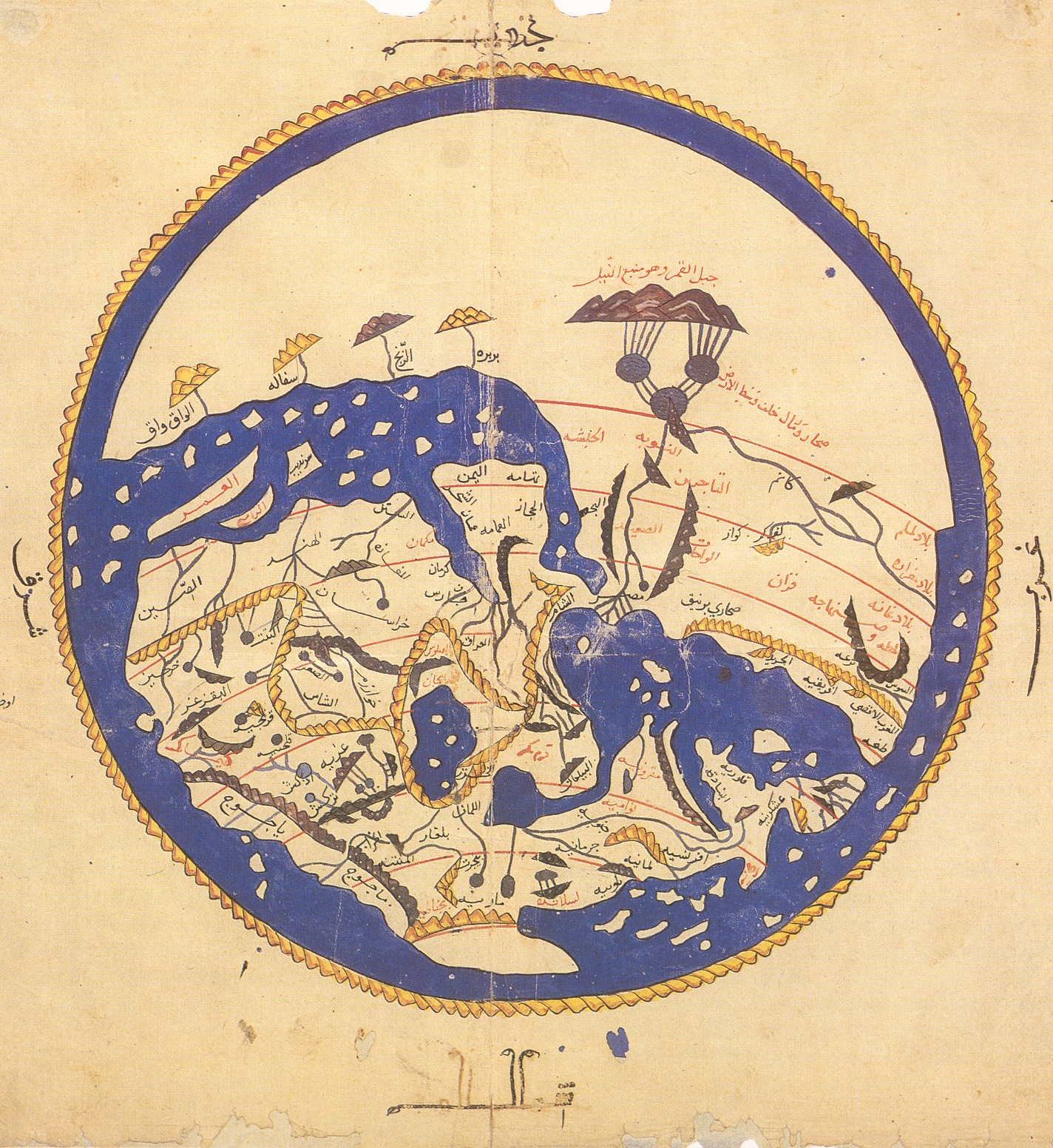
Mapamundi que apareix al Nuzhat al-Muixtak o Kitab Ruyar (Llibre de Roger) d'Al-Idrissí. Està orientat al sud, que en aquest cas apareix a la part superior del mapa.

Els antics grecs van ser els primers a acumular i sistematitzar els seus coneixements geogràfics i donar nom a aquesta nova disciplina.
El primer sistema rigorós de coordenades geogràfiques de latitud i longitud és atribuït a Hiparc de Nicea que va emprar un sistema sexagesimal derivat de les matemàtiques de Babilònia. Els paral·lels i meridians van ser dividits en 360 graus i cada grau subdividit en 60 minuts. Per a mesurar la longitud en un lloc diferent de la Terra, va suggerir l'ús dels eclipsis per tal de determinar la diferència relativa en temps.
Els primers mapes xinesos daten del segle iv aC i si bé es basen només en territoris xinesos i estan traçats recollint llegendes i mites, van aportar avenços com l'ús de l'escala per part del cartògraf Pei Xiu. Aquests mapes neixen d'un interès econòmic, per això estan lligats a descripcions extenses sobre la geologia del terreny i els possibles conreus que s'hi poden fer, així com els recursos naturals de cada regió. La geografia índia, coetània, és de menor rellevància per estar fortament supeditada a mites locals.
Els romans van continuar la seva tasca afegint noves dades i tècniques. Durant l'edat mitjana, els geògrafs àrabs com Al-Idrissí conservaren el coneixement geogràfic grec i romà i ho van desenvolupar encara més d'acord amb les necessitats de l'època.
Després de les grans exploracions i descobriments dels segles XV al xvii i la revolució científica, la geografia experimentarà canvis profunds. Va ser a partir de finals del segle xix, quan aquesta disciplina començà a impartir-se a l'ensenyament primari i secundari, quan s'institucionalitza definitivament en un gran nombre d'universitats europees.
El segle xx ha suposat un gran desenvolupament quantitatiu i qualitatiu per a la geografia. Aquesta disciplina ha constituït diverses tradicions (física, ecològica, regional, espacial, paisatgística i social) i noves formes d'estudi (ambiental, regional - paisatgístic, quantitatiu, radical, humanístic, crític, etc.). A més la geografia té forts vincles amb disciplines afins, tant de les ciències naturals (geologia o biologia) com de les socials (sociologia, economia o història).

## Principis i tradicions geogràfics
Existeixen una sèrie de principis que cal considerar, com són:
- Principi de la localització: consisteix a ubicar un fet geogràfic; a més permet identificar el fenomen geogràfic. Va rebre el suport de Friedrich Ratzel.
- Principi de la comparació: és a través de la comparació científica que la geografia arriba a generalitzar i a universalitzar. Va ser estudiar per Carl Ritter.
- Principi de l'explicació: permet, en forma d'investigació, assenyalar que va passar; s'explica el fenomen a base de comprovacions. Va rebre el suport d'Alexander von Humboldt.
- Principi de la descripció: permet desxifrar i indagar sobre el fet geogràfic, analitzant la seva causalitat. Va ser promogut per Paul Vidal de la Blache.
- Principi de l'observació geogràfica: permet la visualització dels fenòmens geogràfics prenent com a referència que s'originen a la superfície terrestre o a l'espai en general.

Els geògrafs aborden l'estudi general del medi i les societats que l'habiten des de diverses tradicions, en alguns punts complementàries i, en altres, amb contradiccions o discrepàncies entre els diversos enfocaments. Aquestes són:
- Els geògrafs propers a la tradició física estudien diversos aspectes del medi físic, com el relleu, el clima o la vegetació.
- Els més propers a la tradició pròpia de la corologia estudien els sistemes territorials, ja siguin aquests espais naturals (sistemes naturals i regions naturals) o socials (regions humanes i espais socials).
- Els propers a la tradició ecològica estudien les interaccions entre els grups humans i el medi físic, però també el medi humanitzat.
- Els que es decanten més aviat per la tradició paisatgística, es concentren en l'estudi de paisatges naturals i paisatges culturals o humans.
- Els geògrafs partidaris de la tradició espacial estudien la localització i distribució de fenòmens naturals i culturals.
- Els geògrafs més propers a la tradició social estudien a les societats i als mitjans que aquestes habiten.

De totes aquestes tradicions, dues d'elles han estat les principals al llarg del segle xx: la tradició corològica o regional i l'ecològica. A més, totes aquestes tradicions no han estat compartiments estancs, ja que molts geògrafs i escoles les han combinat i les relacionen de formes diverses.

## Geografia física, matemàtica i humana
La geografia, com a disciplina, es pot dividir a grans trets camps subsidiaris principals: la geografia humana, la geografia física i la geografia matemàtica. La primera se centra principalment en l'entorn construït i com es crea un espai, vist i realitzat pels éssers humans, així com la influència que els éssers humans tenen sobre l'espai que ocupen. La segona examina l'entorn natural i com es produeixen el clima, la vegetació i la vida, terra, aigua, els accidents geogràfics i com interaccionen. Com a resultat dels dos subcamps, utilitzant diferents enfocaments, sorgeix un tercer camp disciplinari que és la geografia del medi ambient o ambiental. La geografia ambiental combina la geografia física i humana i centra l'atenció en les interaccions existemts entre el medi ambient i els éssers humans.

### Geografia física
La geografia física és la ciència de la terra que estudia el medi físic. Els principals elements que estructuren el medi físic corresponen al relleu, les aigües terrestres, el clima, la vegetació, la fauna i el sòl, i l'estudi de cada un d'aquests elements dona origen a diverses branques de la geografia física, com són:
- La climatologia és la branca de la geografia física que s'ocupa de l'estudi del clima i del temps atmosfèric. Està estretament relacionada amb la meteorologia que estudia específicament el temps atmosfèric des del punt de vista físic. Engloba disciplines més especialitzades:
  - La climatologia analítica
  - L'agroclimatologia
  - La topoclimatologia
  - La climatologia urbana

- La geomorfologia és la branca de la geografia que estudia de manera descriptiva i explicativa el relleu de la Terra, i també d'altres planetes, que és el resultat d'un balanç dinàmic que evoluciona en el temps. Aquesta evolució està sotmesa a processos constructius i destructius, dins una dinàmica que es coneix de manera genèrica com a cicle geogràfic. El terme geomorfologia prové del grec: Γηος, és a dir, geos (Terra), μορφή o morfs (forma) i λόγος, logos (estudi, coneixement). Engloba disciplines més especialitzades com:
  - La geomorfologia fluvial és la que s'encarrega de l'estudi de les formes ocasionades per la mateixa dinàmica dels rius (erosió, transport i sedimentació).
  - La geomorfologia de vessants és aquella que estudia els fenòmens produïts en els vessants de les muntanyes, i també estudia els moviments en massa.
  - La geomorfologia eòlica és la que s'encarrega d'estudiar els processos i les formes eolicos.
  - La geomorfologia glacial s'encarrega d'estudiar les formes i els processos dels accidents geogràfics i els relleus de les glaceres i els periglacials.
  - La geomorfologia dinàmica tracta dels processos elementals d'erosió, dels agents de transport, del cicle geogràfic i de la naturalesa de l'erosió, que integra l'erosió antròpica i els processos morfogenètics.
  - La geomorfologia climàtica estudia la influència del clima sobre el relleu, els grans dominis morfoclimàtics i l'empremta en el relleu de dominis morfoclimàtics del passat.

- La hidrologia pot ser considerada com una branca de la geografia física que es dedica, fonamentalment, a l'estudi de les aigües continentals. També les aigües oceàniques podrien ser estudiades dins la hidrografia, però per raons metodològiques, és més convenient l'estudi dels oceans i mars dins la ciència anomenada oceanografia, mentre que els efectes de les aigües marines sobre la línia de la costa queden dins l'estudi de la geografia litoral, que comprèn l'estudi dels processos d'erosió i sedimentació costanera, la formació de barreres, albuferes, entre d'altres quedarien dins del camp d'estudi de la geomorfologia. Engloba disciplines més especialitzades com són:
  - La potamologia, que estudia la dinàmica dels rius.
  - La hidrologia marina. S'encarrega d'estudiar la dinàmica dels diversos agents que intervenen en la dinàmica dels oceans i els mars, com són els corrents marins, l'onatge, la composició de l'aigua (salinitat, oxigenació, etc.).
  - La limnologia, que estudia la dinàmica dels llacs.

- La glaciologia, a diferència de la hidrologia, es preocupa de les masses d'aigua en estat sòlid, com ara glaceres, casquets, icebergs, plataformes de gel, etc.

- La geografia litoral estudia els paisatges litorals en el seu conjunt, en especial la seva dinàmica.

- La biogeografia és la ciència que estudia la distribució dels éssers vius sobre la Terra, així com els processos que els han originat, que els modifiquen i que els poden fer desaparèixer. Engloba disciplines més especialitzades com:
  - La biogeografia de les illes
  - La filogeografia
  - La fitogeografia, que tracta sobre les plantes.
  - La zoogeografia, que tracta dels animals.

- La pedologia és la branca de la geografia que estudia el sòl pel que fa a la pedogènesi, és a dir, l'origen del sòl, la seva formació, classificació, morfologia, taxonomia, i també la seva relació i interacció amb la resta dels factors geogràfics que existeixen dins la dinàmica del cicle geogràfic. Dins de l'anatomia apareixen diverses branques teòriques i aplicades que es relacionen especialment amb la física i la química.

- L'estudi dels riscos naturals.

- L'ecologia del paisatge és una disciplina a cavall entre la geografia física orientada regionalment i la biologia. Estudia els paisatges naturals prestant especial atenció als grups humans com a agents transformadors de la dinàmica físicoecològica. Ha rebut aportacions tant de la geografia física com de la biologia, ja que si bé la geografia aporta les visions estructurals del paisatge (l'estudi de l'estructura horitzontal o del mosaic de subecosistemes que conformen el paisatge), la biologia aporta la visió funcional del paisatge (les relacions verticals de matèria i energia). Aquest concepte comença el 1898, amb el geògraf rus i pare de l'edafologia Vassili Dokutxaiev, i va ser continuat més tard pel geògraf alemany Carl Troll. És una disciplina molt relacionada amb altres àrees com la geoquímica, la geobotànica, les ciències forestals o l'edafologia.

- La paleogeografia. A la geografia no només li interessa l'estudi del paisatge actual, sinó també el paisatge d'èpoques anteriors. A l'estudi de la geografia del passat se l'anomena paleogeografia, la qual també es considera part de la geografia física.Engloba disciplines més especialitzades com:
  - La paleoclimatologia
  - La paleopedologia
  - La paleobiogeografia
  - La paleohidrologia

### Geografia humana
La geografia humana és la ciència social centrada en l'estudi de les societats i dels seus territoris; també estudia l'ésser humà i les seves reaccions amb el seu entorn, tant en l'aspecte estàtic de la seva organització, com en el dinàmic dels canvis que experimenten. La geografia humana conté diverses disciplines:
- Geografia de la població. Estudia els patrons i processos involucrats en l'estudi de la població dels diferents espais, la seva distribució, el seu dinamisme natural i els moviments migratoris, així com els problemes demogràfics com són la despoblació rural o èxode rural, els fluxos migratoris internacionals o l'envelliment. Té com a ciència afí, la demografia. La diferència entre les dues ciències se centra en una distinció del punt de vista: la demografia estudia la població des de la perspectiva de l'estadística, mentre que la geografia de la població l'estudia tenint en compte la distribució espacial de la població i de les seues característiques
- Geografia rural. Estudia el món rural i els espais rurals, les activitats econòmiques que es duen a terme en aquests (agricultura, ramaderia, turisme), els tipus d'assentament i els problemes d'aquestes àrees (despoblació, problemes econòmics, problemes ambientals, etc.). Com a ciències afins poden citar-se l'agronomia, la sociologia rural i l'economia.
- Geografia urbana. Estudia les ciutats i les regions urbanes, la seva morfologia (pla, estructura, edificació, sectors, processos ecològics), les seves característiques socioeconòmiques, els seus canvis i problemes. Com a ciències afins hi ha l'urbanisme i la sociologia urbana.
- Geografia del transport. S'ocupa dels sistemes de transport com a part de l'organització dels espais geogràfics. Els seus temes principals d'estudi són la configuració i característiques de les xarxes de transport, els fluxos que es donen sobre aquestes xarxes i els problemes relacionats amb el transport, com la congestió, la contaminació, el seu paper en el desenvolupament socioeconòmic dels espais geogràfics en què s'integren, etc. Com a disciplines afins poden citar-se la història del transport i l'economia del transport
- Geografia econòmica. Estudia les activitats econòmiques que es desenvolupen en els diferents espais, la localització de les activitats econòmiques i els problemes econòmics (desenvolupament geogràfic desigual, globalització, deslocalització de les activitats, etc.). Té com a disciplines afins, l'economia regional i la història econòmica. Engloba disciplines més especialitzades com són la:
  - Geografia industrial. Està entrada en els espais amb fort contingut industrial, les seves característiques, canvis i problemes.
  - Geografia dels serveis. Estudia les activitats terciàries que es donen en els diferents espais.
  - Geografia del turisme i l'oci. Estudia els espais turístics i de lleure, els patrons de desenvolupament i canvis del turisme, els models de desenvolupament turístic i els problemes d'aquests espais.

- Geografia política. Estudia la política en els diversos espais, l'organització i característiques dels estats (fronteres, capitalitat, estructura políticoadministrativa, sistema electoral ...) i les relacions internacionals de conflicte o dominació. Com a ciències afins es presenten la ciència política, la sociologia i la història política.
- Geografia social. Se centra en diversos aspectes socials dels espais estudiats com les divisions socials, l'educació, la pobresa, les relacions de gènere, l'etnicitat, etc.
- Geografia cultural. Estudia les diverses cultures, la difusió d'elements culturals, les representacions culturals, els paisatges culturals així com les transformacions que provoquen les cultures en el seu ambient. La ciència afí per excel·lència de la geografia cultural ha estat l'antropologia.
- Geografia històrica. Estudia les característiques i evolució dels espais històrics, la seva morfologia i organització territorial i la seva configuració social. Té com a ciència afí, la història.

### Geografia matemàtica
La geografia matemàtica, s'enfoca en la superfície terrestre, estudiant la seva representació matemàtica i la seva relació amb la lluna i el sol. Aquesta vocació dual no és en si inconnexa, ja que per mitjà de l'estudi dels fenòmens de la superfície que esdevenen producte de la interacció amb el sol i la lluna es pot traçar l'equador terrestre, els tròpics, les línies polars, les coordenades geogràfiques i fins i tot mesurar la grandària de la Terra. Les principals branques de la geografia matemàtica són:
- La cartografia,Tracta la representació terrestre sobre un mapa, amb mètodes de la geodèsia i la geometria.
- La topografia, estudia el conjunt de procediments per a determinar la posició d'un punt sobre la superfície de la Terra.
- La geoestadística, amb mètodes de l'Estadística i la geometria.
- La geomàtica estudia la captura, tractament, anàlisi, interpretació, difusió i emmagatzematge d'informació geogràfica.
- L'orografia, estudia el relleu i la seva estructuració, amb mètodes de la geometria i les matemàtiques.

## Geografia general i regional
Des d'una altra perspectiva, la geografia es divideix en dues grans branques o camps d'estudi: 
- La geografia sistemàtica o general. És la part de la geografia que té per objecte la relació dels fets i fenòmens físics, biològics i humans, buscant les seves causes que l'originen la seva distribució i la seva localització. Presenta un conjunt de diversos tipus de subdisciplines configurades al voltant del seu propi objecte, amb forts vincles amb les seves respectives ciències auxiliars i amb graus variables de comunicació entre si. Se subdivideix en dues grans branques geografia física i geografia humana
- La geografia regional.

### Geografia general
La geografia general és analítica, ja que estudia els fets físics i humans individualment, mentre que la geografia regional és sintètica i s'ocupa dels sistemes territorials particulars. Tanmateix, l'articulació entre ambdues branques ha estat tradicionalment un tema de debat dins de la geografia. Per als geògrafs de tradició corològica, la geografia és, sobretot, geografia regional, i la geografia sistemàtica seria una propedèutica destinada a emprendre l'estudi regional. En canvi, per als geògrafs quantitatius defensors de la tradició espacial, la geografia general seria l'única geografia científica, ja que només aquesta és capaç de formular teories i lleis. Un tercer grup de geògrafs, propers a la tradició social, han defensat la primacia de la geografia regional i la visió de la geografia general com un estudi comparat i generalitzada dels diversos elements que conformen els complexos regionals.
D'acord amb això, els principals camps que estudia la geografia general i les seves principals ciències auxiliars són els següents: 
- Geografia física estudia el medi físic, Principals elements dels quals són: el relleu, les aigües terrestres, el clima, la vegetació, la fauna i el sòl. Al seu torn, s'organitza en diferents branques:
- La geomorfologia, estudia el relleu terrestre, amb mètodes de la litologia, la geofísica i la geologia.
- La climatologia, estudia el temps atmosfèric des d'un punt de vista físic, amb mètodes de la meteorologia i l'estadística.
- La hidrografia, estudia els cursos naturals d'aigua, continental i marina, amb mètodes de la hidrologia, i l'oceanografia.
- La glaciologia, amb mètodes de la Climatologia i l'estadística
- La pedologia, estudia el sòl, amb mètodes de la geomorfologia,i l'edafologia.
- La biogeografia, estudia la distribució dels éssers vius, amb mètodes de la biologia, la botànica, la zoologia, l'edafologia i l'ecologia.
- La paleogeografia, amb mètodes de la geografia general, la paleontologia i la geologia.
- L'estudi dels riscs naturals.

### Geografia regional

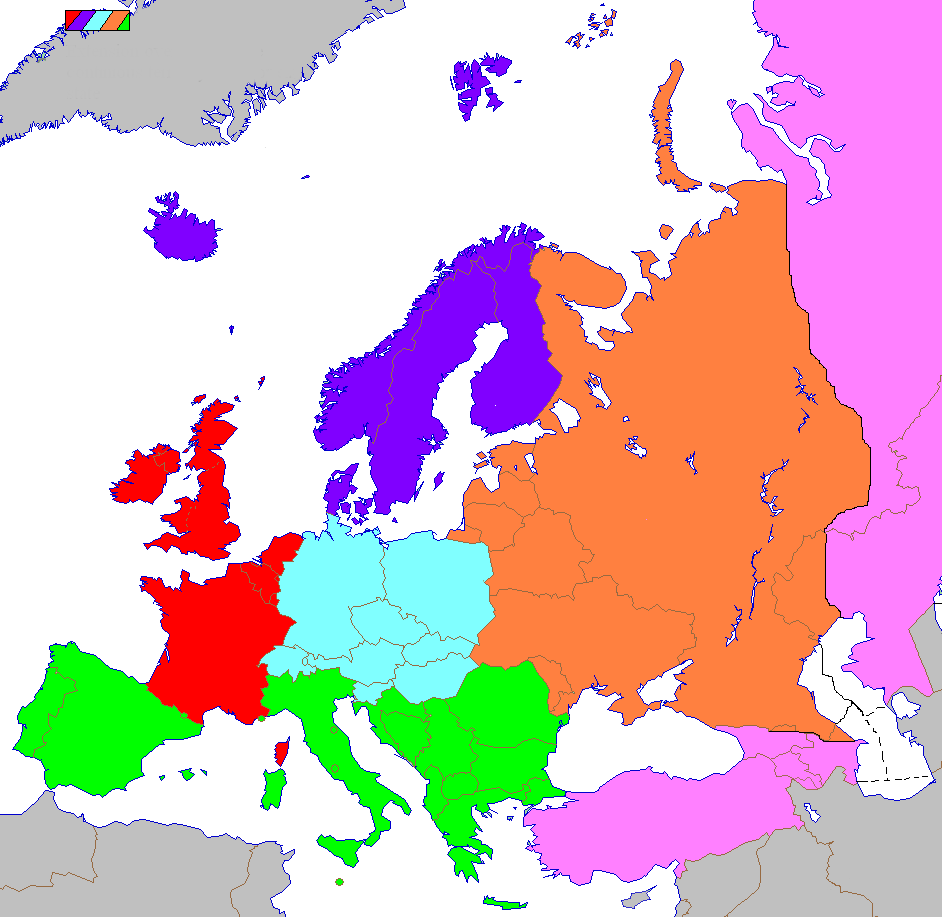
Regions culturals d'Europa
Europa central
Europa de l'Est
Europa del Nord
Europa de l'Oest (vista parcial)
Europa del Sud
Països d'Àsia que tenen territoris a Europa

La geografia regional o corològica (del grec "χώρα", espai, país, regió i "λόγος", coneixement, estudi) és la disciplina que estudia els sistemes o complexos geogràfics. No obstant això, no hi ha consens a l'hora de definir que és un complex geogràfic ni el paper de la geografia regional en el conjunt de la geografia.
Per a alguns geògrafs, la geografia regional és una disciplina encarregada de l'estudi sintètic dels complexos geogràfics (territoris, llocs, paisatges o regions entre altres denominacions). Seria per tant una part de la geografia en condició d'igualtat amb les múltiples disciplines que conformen la geografia general o sistemàtica, les quals estudien analíticament diversos fenòmens en les seves característiques i distribució (relleu, clima, vegetació, població, organització econòmica, organització política, comerç, transports, etc.).
Per a altres geògrafs, però, la denominació geografia regional és redundant, ja que tota la geografia és regional. És a dir, la geografia té per objecte estudiar els complexos geogràfics a qualsevol escala (localitats, comarques, regions, països, grans regions ...) tant de forma sintètica com a temàtica. Les diverses disciplines que conformen la geografia general serien per tant, l'apropament temàtic i comparatiu l'estudi dels complexos geogràfics. Així segons Robert E. Dickinson, "la geografia és, fonamentalment, la ciència regional o corològica de la superfície terrestre" i per a Manuel de Terán, "la primacia de la geografia regional no és discutible en la situació actual de la ciència geogràfica. La geografia moderna és fonamentalment la geografia regional, com a l'antiguitat va ser la corologia i la Corografia".
- Geografia regional, és la qual s'ocupa de l'aplicació de les anàlisis geogràfiques generals a un país o regió.

Naturalment, els mètodes de la història apareixen en totes elles fins al punt que s'ha arribat a parlar de geografia cultural, així com els estadístics i matemàtics. També s'utilitzen mètodes d'astronomia i topografia per a realitzar els mapes (cartografia), així com la determinació de codis de signes que ajudin a interpretar-los.

## Ciències auxiliars de la Geografia
La geografia, donada l'amplitud i la indefinició del seu camp d'estudi, ha estat bastant criticada pel seu caràcter parasitari respecte a altres ciències més sistemàticament construïdes. Els geògrafs per la seva part han argumentat que els seus objectius són diferents als de la resta de les ciències a les quals denominen com a ciències auxiliars de la geografia. Entre aquestes destaquen:
- la geografia matemàtica, i l'estadística per a la geografia en general, amb diverses branques:
  - La cartografia,Tracta la representació terrestre sobre un mapa, amb mètodes de la geodèsia i la geometria.
  - La topografia, estudia el conjunt de procediments per a determinar la posició d'un punt sobre la superfície de la Terra, amb mètodes de la geometria i les matemàtiques.
  - La geografia astronòmica, amb mètodes de l'astronomia i la geometria.
  - La geomàtica, amb mètodes de la informàtica i la geometria.
  - L'orografia, estudia el relleu i la seva estructuració, amb mètodes de la geometria i les matemàtiques.
- la meteorologia, l'astronomia, la física, la geologia, l'orografia, la geometria, l'edafologia, la petrografia, l'ecologia, la hidrografia i la biologia per a la geografia física;
- La geografia humana, connectada amb la sociologia, l'antropologia, l'economia, la història, l'urbanisme, la demografia, l'arquitectura, l'etnografia per a la geografia humana:
  - La geopolítica, estudia les actuacions i estratègies del Poder en l'àmbit geogràfic.
  - La geohistòria, Estudia la dinàmica entre la societat del passat i l'estructura geogràfica que la sosté.
  - La geografia rural, amb mètodes de l'Agronomia, la climatologia, l'estadística i l'economia.
  - La geografia econòmica que engloba totes les activitats econòmiques com: 
    - La geografia industrial, amb mètodes de les matemàtiques i l'economia.
    - La geografia turística amb mètodes de l'economia, les matemàtiques i la sociologia.

  - La geografia urbana, amb mètodes de l'urbanisme, l'ordenació territorial, la sociologia i les matemàtiques.
  - La geografia de les infraestructures y de les xarxes de transports.

## Geògrafs destacats

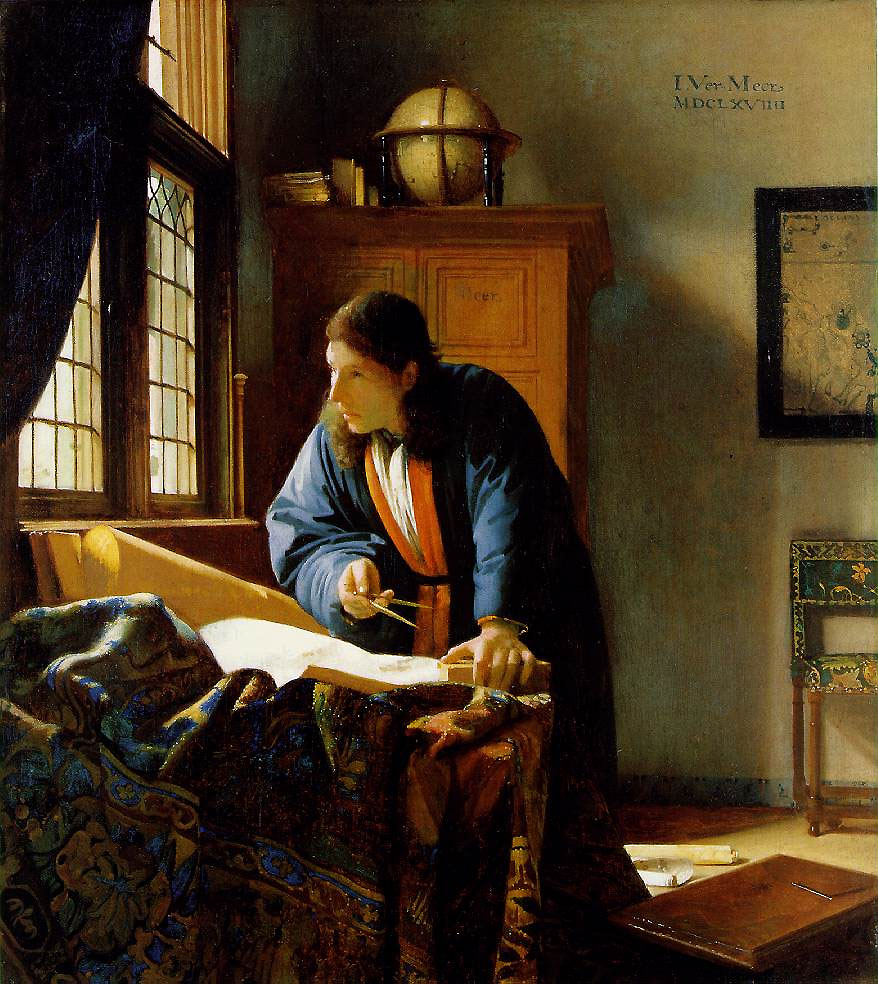
El geògraf de Johannes Vermeer

1. Eratòstenes (276 aC-194 aC). Calculà la mida de la Terra i se'l considera fundador de la geografia.[14]
2. Ptolemeu (c.90-c.168). Compilà el coneixement grec i romà en el seu llibre Geographia.
3. Gerardus Mercator (1512-1594). Cartògraf innovador que elaborà la projecció de Mercator.
4. Alexander von Humboldt (1769-1859). Considerat uns dels pares de la geografia moderna, publicà el Kosmos, i va ser el fundador del camp de la biogeografia.
5. Carl Ritter (1779-1859). Considerat uns dels pares de la geografia moderna. Va ocupar la primera càtedra de geografia a la Universitat de Berlín.
6. Arnold Henry Guyot (1807-1884). Observà l'estructura de les glaceres i aconseguí coneixements avançats en el moviment de la glacera, sobretot en el flux ràpid del gel.

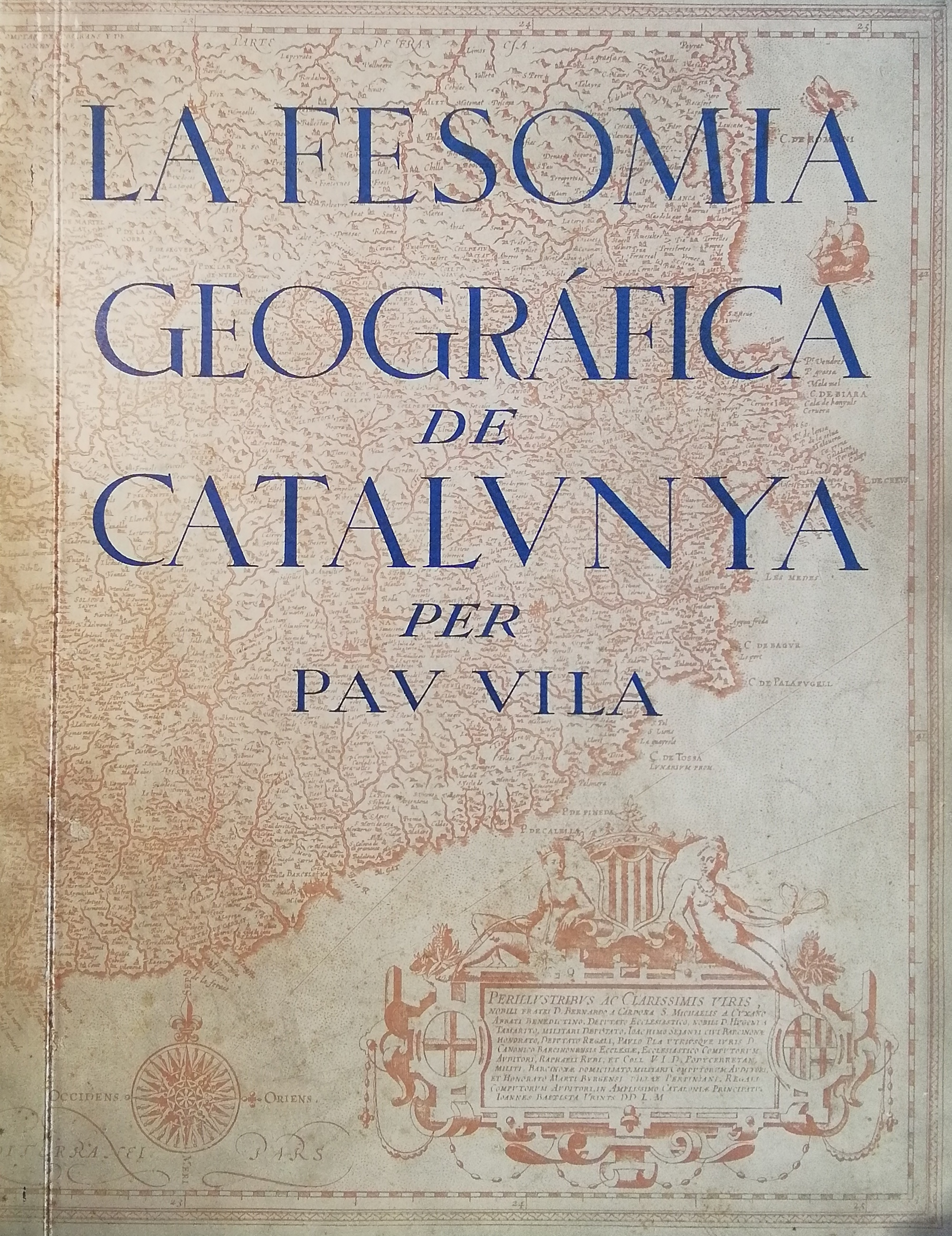
La fesomia geogràfica de Catalunya per Pau Vila publicat l'any 1937, és un dels molts estudis que l'autor va escriure sobre geografia.

7. La fesomia geogràfica de Catalunya per Pau Vila publicat l'any 1937, és un dels molts estudis que l'autor va escriure sobre geografia. Paul Vidal de la Blache (1845-1918). Fundador de l'escola francesa de la geopolítica; va escriure els principis de la geografia humana.
8. William Morris Davis (1850-1934). Pare de la geografia nord-americana, fundador de l'Associació Americana de Geògrafs, cofundador de l'National Geographic Sociaty, fundador de la Geomorfologia i desenvolupador de la teoria del cicle geogràfic.
9. Halford John Mackinder (1861-1947). Cofundador de la LSE, l'Associació Geogràfica.
10. Walter Christaller (1893-1969). Especialista en geografia humana, i inventor de la teoria del lloc central.
11. Cornelius Marius Kan (1837-1919), primer catedràtic en geografia als Països Baixos.
12. Pau Vila i Dinarès (1881-1980), geògraf, doctor honoris causa per la UAB, primer president de la Societat Catalana de Geografia, condecorat a Colòmbia i Argentina per l'Instituto Panamericano de Geografía e Historia.